# Fara Novarese
Fara Novarese – miejscowość i gmina we Włoszech, w regionie Piemont, w prowincji Novara.
Według danych na rok 2004 gminę zamieszkiwało 2112 osób, 234,7 os./km².